# Дух у оклопу (манга)
Дух у оклопу (јап. 攻殻機動隊 THE GHOST IN THE SHELL, Kōkaku Kidōtai za Gōsuto in za Sheru) јапанска је манга коју је написао и илустровао Широ Масамуне. Оригинално се објављивала од 1989. до 1991. године у Коданшином сеинен часопису Young Magazine Kaizokuban. Поглавља су сакупљена у један танкобон том, који је 2019. године код нас превела издавачка кућа Дарквуд. Наставци манге, 1.5: Human Error Processor и 2: Man-Machine Interface тренутно немају српски превод.

## Радња
Прича почиње 2029. године, начелник Даисуке Арамаки и мајор Мотоко Кусанаги из Одсека девет истражују Луткара, сајбер-криминалца који користи сајбер-мозгове да „хакује“ људе. Одсек ускоро сазнаје да је Луткар вештачка интелигенција која користи робота као домаћина. Робот бива уништен, али Луткар запоседа Мотокин ум. Лутакр јој објашњава да жели да доживи нову еволуцију, па му Мотоко дозвољава да се уједини са њеним духом. Мотоко потом напушта Одсек девет, али наставља да сарађује са Батом, Тогусом, Ишикавом, Саитом, Пазом, Бормом и Азумом из њене бивше јединице. Приче са њом и поменутим ликовима се налазе у манги Ghost in the Shell 1.5: Human-Error Processor, а у наставку, Ghost in the Shell 2: Man-Machine Interface, радња се одвија 2035. године и Макото ради за Посејдон.

## Стварање

### Почетак и развој
Док је стварао мангу, Масамуне Широ се трудио да му прича не буде превише једноставна, али ни превише компликована. Што се наслова тиче, Широ је испрва хтео да му се манга зове Ghost in the Shell („Дух у оклопу“), по угледу на рад Артура Коестлера, The Ghost in the Machine („Дух у машини“), али је издавачка кућа предложила Kōkaku Kidōtai (攻殻機動隊, „оклопна јединица“). Широ је стога спојио имена, са тим да одлучено да Kōkaku Kidōtai буде главно име, а Ghost in the Shell поднаслов. Већина издања користи оба имена, док часопис Young Magazine Kaizokuban користи само јапански део.
Смишљајући наставак, Ghost in the Shell 2: Man-Machine Interface, Широ је планирао да уместо канџија за „војну јединицу“ (隊, tai) замени са симболом који се исто чита, али значи „тело“ (体, tai), да би добио наслов који би оквирно значио „мобилна телесна јединица“ (攻殻機動体, Kōkaku Kidōtai). Међутим, на крају је одустао од те идеје. Манга се цртала дигитално, што је Широу створило многе проблеме; коруптирао му се хард диск од 16 гигабајта, USB му се покварио, и имао је проблема са ажурирањем програма. Имао је проблем и са компјутером, што му је отежало бојење. У првој верзији манге, боје су мрачне и мекане, док у стандардној везији имају јак контраст. Осим ових промена, у првој верзији има више голотиње и порнографских сцена. Широ такође не сматра Ghost in the Shell 2: Man-Machine Interface истинским наставком. Оригинална манга се бавила Одсеком девет, док наставак прати Мотоко након што се ујединила са Луткаром. 

### Дизајн и тематика
У манги се налазе фусноте и детаљна објашњења Ширових концепата и личних веровања. Манга садржи идеје о потенцијалу сајбер хаковања, метафизичке принципе, религијске алузије, и теорију о ротирајућем универзуму; као и његове ставове о смртној казни, злочину и казни.

### Цензура
Studio Proteus, преводилачка компанија, је у енглеском издању прве манге избацила две странице које садрже сцену лезбејског секса. Ова одлука није била добро прихваћена, поготово јер је оригинално енглеско издање манге (од куће Dark Horse) објављено у целости. Торен Смит, оснивач Протеуса и један од првих преводилаца јапанске школе стрипа на енглески језик, објаснио је да би нецензурисана верзија лоше прошла на тржишту. Широ, коме је било доста критика, одлучио је да уклони поменуту сцену, стога је ни српска верзија не садржи.
Наставак манге, Ghost in the Shell 2: Man-Machine, такође садржи порнографске сцене које су уклоњене у Западњачким верзијама, али се налазе у неценсурисаном издању јапанског оригинала.

## Франшиза

### Манга
Оригинална Дух у Оклопу манга се од 1990. до 1991. године серијализовала у манга антологији Young Magazine Kaizokuban издавачке куће Коданша. Прво поглавље је изашло у мајском издању часописа, а последње у новембарском. Поглавља су потом сакупљена у један танкобон, који је издат 2. октобра 1991. године. Мангу је 2019. године на српски језик превела издавачка кућа Дарквуд. 
Наставак манге, Ghost in the Shell 2: Man-Machine Interface, није преведен на српски језик. Манга се оригинално серијализовала 1997. године у недељном часопису Weekly Young Magazine. Испрва су поглавља продавана у комплету са оригиналном мангом, у сету под називом  (攻殻機動隊SOLID BOX). Овај комплет издат је 1. децембра 2000. године, и поред манги садржао је брошуру титловану ManMachine Interface Inactive Module, постер и фигурину. Издавачка кућа Коданша је 26. јуна 2001. године објавила наставак у самосталном тому. Комплет је додао 140 страна причи, а у самосталном издању додато је још 24 обојених страна и направљено је преко 20 великих измена. 
Четири поглавља која су објављена у периоду од 1991. до 1996. године, и која нису била увршћена у претходна издања, 23. јула 2003. објављена су у једном тому званом Ghost in the Shell 1.5: Human-Error Processor. Том је садржао брошуру, CD-ROM са целом причом пропраћеном музиком, и скринсејвер. Нема српског издања.
Августа 2019. године објављено је да ће Џуничи Фуџијасу и Хироки Јошимото наредног месеца објавити наставак 1.5 манге. Наставак се зове Human Algorithm и објављен је онлајн на Коданшиној мобилној апликацији.
| Бр. | Наслов                     | Првобитни датум издања          | Датум издања на српском            |
| --- | -------------------------- | ------------------------------- | ---------------------------------- |
| 1 | Дух у оклопу (攻殻機動隊 ) | 2. октобар 1991. 4-06-313248-X  | 12. август 2019. 978-86-6163-425-3 |
| \| - „01 ” - „02 - 10.4.2029” - „03 - 27.7.2029” - „04 1 - Побуна робота” - „05 2 - Стварање киборга” - „06 - 1.10.2029” - „07 - 24.12.2029” - „08 - 2.5.2030” - „09 - 15.7.2030” - „10 - 9.9.2030” - „11 - 18.9.2030” \| |                            |                                 |                                    |
| 2 | — (攻殻機動隊 )            | 26. јун 2001. 4-06-336310-4     | —                                  |
| 1.5 | — (攻殻機動隊 )            | 23. јул 2003. 978-4-06-350406-4 | —                                  |
| - „01 ” - „02 - 10.4.2029” - „03 - 27.7.2029” - „04 1 - Побуна робота” - „05 2 - Стварање киборга” - „06 - 1.10.2029” - „07 - 24.12.2029” - „08 - 2.5.2030” - „09 - 15.7.2030” - „10 - 9.9.2030” - „11 - 18.9.2030”       |                            |                                 |                                    |

### Артбукови и водичи
Манга је произвела многе артбукове, односно књиге са илустрацијама. Осмог јула 1997. године објављен је сет под називом  (攻殻機動隊Cyberdelics) који садржи постере које је илустровао сам мангака, брошуру и пузлу. Наредне године, 16. јануара 1998, издавачка кућа Коданша објавила је водич/приручник под називом The Ghost in the Shell: Mechanical Analysis Reader (攻殻機動隊メカニカル解析読本, Kōkaku Kidōtai Mekanikaru Kaiseki Dokuhon). Још један артбук, The Ghost in the Shell: Fuchikoma Papercraft (攻殻機動隊フチコマ立体図鑑, Kōkaku Kidōtai fuchikoma Rittai Zukan) објављен је 24. јула 2000. године, и садржи картонске исечке робота.

### Видео игрице
Компанија Sony Computer Entertainment је 17. јула 1997. године пустила на тржиште видео игрицу базирану на манги. Игрица је направљена за PlayStation конзолу и садржи оригиналног лика који се пријављује да ради у Одсеку девет. Музичка композиција садржи многе уметнике из жанра електроника.

### Аниме
Студио Production I.G је неколико пута адаптирао мангу у аниме. Манга је први пут адаптирана 1995. године у истоимени анимирани филм, који је 2004. године добио наставак под називом Ghost in the Shell 2: Innocence. Пар година пре наставка, 2002, емитована је ТВ серија под називом Ghost in the Shell: Stand Alone Complex, која прати мало другачију причу од манге. Серија је имала укупно две сезоне и 26 епизода, са тим да се друга сезона звала Ghost in the Shell: S.A.C. 2nd GIG. Серија је 2006. године добила наставак у облику филма, назван Ghost in the Shell: Stand Alone Complex - Solid State Society. Анимирани преднаставак (prequel) манге, емитован у виду вишеделне ОВА серије, почео је са емитовањем 2013. године. Преднаставак, зван Ghost in the Shell: Arise, добио је 2015. године наставак под називом . Исте године, 20. јуна 2015, пуштен је анимирани филм Ghost in the Shell: The New Movie.

### Играни филм и представа
Серија је 2017. године добила играни филм у коме главну улогу игра Скарлет Џохансон.
Августа 2020. године одржана је виртуелна Но представа Духа у оклопу.

## Пријем
Серијал Дух у оклопу већински има позитиван пријем. Часопис Publishers Weekly похвалио је цртеж манге: „Масамунови цртежи су динамични и експресивни; одлично приказује невероватан футуристички и супер-технолошки свет Јапана.“ Лерој Доресо (ComicBookBin) дао је манги оцену „А,“ уз коментар: „Визуелно је комплексна и често неразумљива, али има толико занимљивих идеја да и након две деценије одаје утисак новитета.“ Питер Гутијерез (Graphic Novel Reporter) рекао је за мангу: „Укратко, Дух у оклопу је тешка научна фантастика у најбољем смислу: прича је одрађена уметнички и пуна је филозофије која ће бити занимљива и онима који нису фан жанра.“ Грег Макелатон  (Read About Comics) је похвалио цртеж, али је критиковао темпо приче и колекцију кратких авантура, рекавши: „Драго ми је што сам искусио Широв уметнички приказ будућности, и занимају ме његови Intron Depot артбукови, али све у свему Дух у оклопу је као игра са чашама: интересантна на први поглед, али испразна.“
Наставак, Ghost in the Shell 2: Man-Machine Interface, продат је у више од 100.000 примерака. Компанији Diamond Comic Distributors је 2005. године наставак био седма најпродаванија манга за ту годину. Мајк Крандол (Anime News Network) критиковао је комплексност манге, рекавши: „превише је пендантна за своје добро.“ Међутим, похвалио је нови стил. Publishers Weekly је такође похвалио цртеж, уз коментар да је прича понекад конфузна.
Манга Ghost in the Shell 1.5: Human-Error Processor је 2012. године била десета најбоље продавана манга за месец октобар. Скот Грин (Green of Ain't It Cool) је похвалио Широве фусноте: „Саме фусноте су вредне пара. Широ је толико детаљан и информативан, да се понекад чини поремећен.“